# اوریتا گروسی
اوریتا گروسی (ایتالیایی: Orietta Grossi؛ زادهٔ ۲۰ ژوئن ۱۹۵۹) بازیکن زن بسکتبال اهل ایتالیا بود. وی در بازی‌های المپیک تابستانی ۱۹۸۰ شرکت کرده‌است.